# Thun (hạt)

Quang cảnh hồ Thun

Huyện Thun là một trong 26 huyện hành chính ở bang Bern, Thụy Sĩ. Thủ phủ là đô thị Thun. Huyện này có diện tích 285 km² và gồm có 27 đô thị:
| Đô thị                 | Dân số (Tháng 1 năm 2005) | Diện tích (km²) |
| ---------------------- | ------------------------- | --------------- |
| Amsoldingen            | 806                       | 4,7             |
| Blumenstein            | 1,170                     | 15.5            |
| Buchholterberg         | 1,80                      | 15.3            |
| Eriz                   | 516                       | 21.8            |
| Fahrni                 | 721                       | 6,7             |
| Forst                  | 357                       | 1,9             |
| Heiligenschwendi       | 656                       | 5,6             |
| Heimberg               | 5,502                     | 5,4             |
| Hilterfingen           | 3.921                     | 2,8             |
| Höfen                  | 399                       | 4,6             |
| Homberg                | 495                       | 6,5             |
| Horrenbach-Buchen      | 285                       | 20,4            |
| Längenbühl             | 363                       | 2,7             |
| Oberhofen am Thunersee | 2251                      | 2,8             |
| Oberlangenegg          | 479                       | 9,1             |
| Pohlern                | 225                       | 9,9             |
| Schwendibach           | 261                       | 1,5             |
| Sigriswil              | 4.454                     | 55.4            |
| Steffisburg            | 15.030                    | 13,5            |
| Teuffenthal (BE)       | 188                       | 4,6             |
| Thierachern            | 2.102                     | 7,5             |
| Thun                   | 41.000                    | 21.6            |
| Uebeschi               | 691                       | 4,4             |
| Uetendorf              | 5.782                     | 10,2            |
| Unterlangenegg         | 917                       | 6,8             |
| Wachseldorn            | 266                       | 3,5             |
| Zwieselberg            | 239                       | 2,4             |